# Villő Kormos
Villő Gyöngyvér Kormos (ur. 2 sierpnia 1988 w Budapeszcie) – węgierska skoczkini do wody, medalistka mistrzostw Europy. Trzykrotna olimpijka (Ateny, Pekin, Rio de Janeiro).

## Przebieg kariery
Debiutowała w zawodach rangi międzynarodowej w 2004 roku, startując w zawodach Grand Prix. Była uczestniczką pływackich mistrzostw Europy, gdzie zajęła 7. pozycję w konkursie skoku synchronicznego z trampoliny 3 m. Niedługo później wystartowała w letnich igrzyskach olimpijskich, w ramach których wystąpiła w konkurencji skoku z trampoliny 3 m i zajęła 7. pozycję z rezultatem 254,88 pkt. W 2006 powtórnie wystartowała w mistrzostwach Europy – startowała w konkursie skoku synchronicznego z trampoliny 3 m i zajęła 4. pozycję oraz w konkursie skoku indywidualnego z tej samej wysokości (gdzie zajęła 12. pozycję).
W 2007 pierwszy raz w karierze startowała w mistrzostwach świata, na których wystąpiła w trzech konkurencjach. Zajęła w nich odległe lokaty, w konkurencji skoku z trampoliny 1 m zajęła 33. pozycję, w konkursie trampoliny 3 m zajęła 36. pozycję, natomiast konkurs skoku synchronicznego z trampoliny 3 m ukończyła na 17. pozycji. Kolejny start olimpijski był słabszy w wykonaniu Węgierki niż cztery lata wcześniej, zawodniczka w konkurencji skoku z trampoliny 3 m uzyskała rezultat 247,95 pkt, z którym uplasowała się dopiero na 24. pozycji.
W 2009 pierwszy raz przystąpiła do zmagań w konkurencji skoku z wieży 10 m, które rozgrywano w ramach zawodów Grand Prix, ukończyła je na 5. pozycji. Niedługo później zawodniczka startowała w tych samych konkurencjach podczas mistrzostw świata w Rzymie. Indywidualnie zajęła 22. pozycję, natomiast w konkursie skoku synchronicznego zajęła 14. pozycję. Podczas tego samego czempionatu wystąpiła w konkurencji skoku z trampoliny z 3 m, gdzie zajęła 24. pozycję.
W 2014 otrzymała brązowy medal pływackich mistrzostw Europy w konkurencji skoku synchronicznego z wieży 10 m. Osiągnięcie to powtórzyła także w 2016 roku, również podczas pływackich mistrzostw Europy. Natomiast w 2015 została brązową medalistką mistrzostw Europy w skokach do wody rozgrywanych w Rostocku.
Podczas letnich igrzysk olimpijskich w Rio de Janeiro startowała w konkurencji skoku 10 m i uzyskała rezultat 227,70 pkt, z którym uplasowała się przedostatniej na 27. pozycji.